# 和歌山銀カード
和歌山銀カード株式会社（わかやまぎんカード、THE WAKAYAMAGIN CARD Co., Ltd.）は、かつて存在した株式会社紀陽銀行の子会社で、クレジットカード会社。2009年4月1日に解散。

## 概要
株式会社和歌山銀行（2006年10月10日に紀陽銀行に吸収合併）の系列の会社であったが、同行の紀陽銀行への吸収合併に伴い、紀陽銀行の系列となった。
三菱UFJニコス株式会社のUFJカードのフランチャイジーとして主に和歌山県においてクレジットカード（UFJカード）の発行や加盟店を獲得していた。
2009年4月1日に、紀陽カードディーシーに吸収合併され解散。UFJカードのフランチャイジーは紀陽カードディーシーが継承した。